# Wielka Rusawa
Wielka Rusawa (ukr. Велика Русава) – wieś na Ukrainie, w obwodzie winnickim, w rejonie tomaszpolskim.
W czasach Rzeczypospolitej wieś leżała w województwie bracławskim. Odpadła od Polski w wyniku II rozbioru.